# Jakob Prandtauer
Jakob Prandtauer (Stanz bei Landeck, 16 luglio 1660 – Sankt Pölten, 16 settembre 1726) è stato un architetto austriaco.

## Biografia

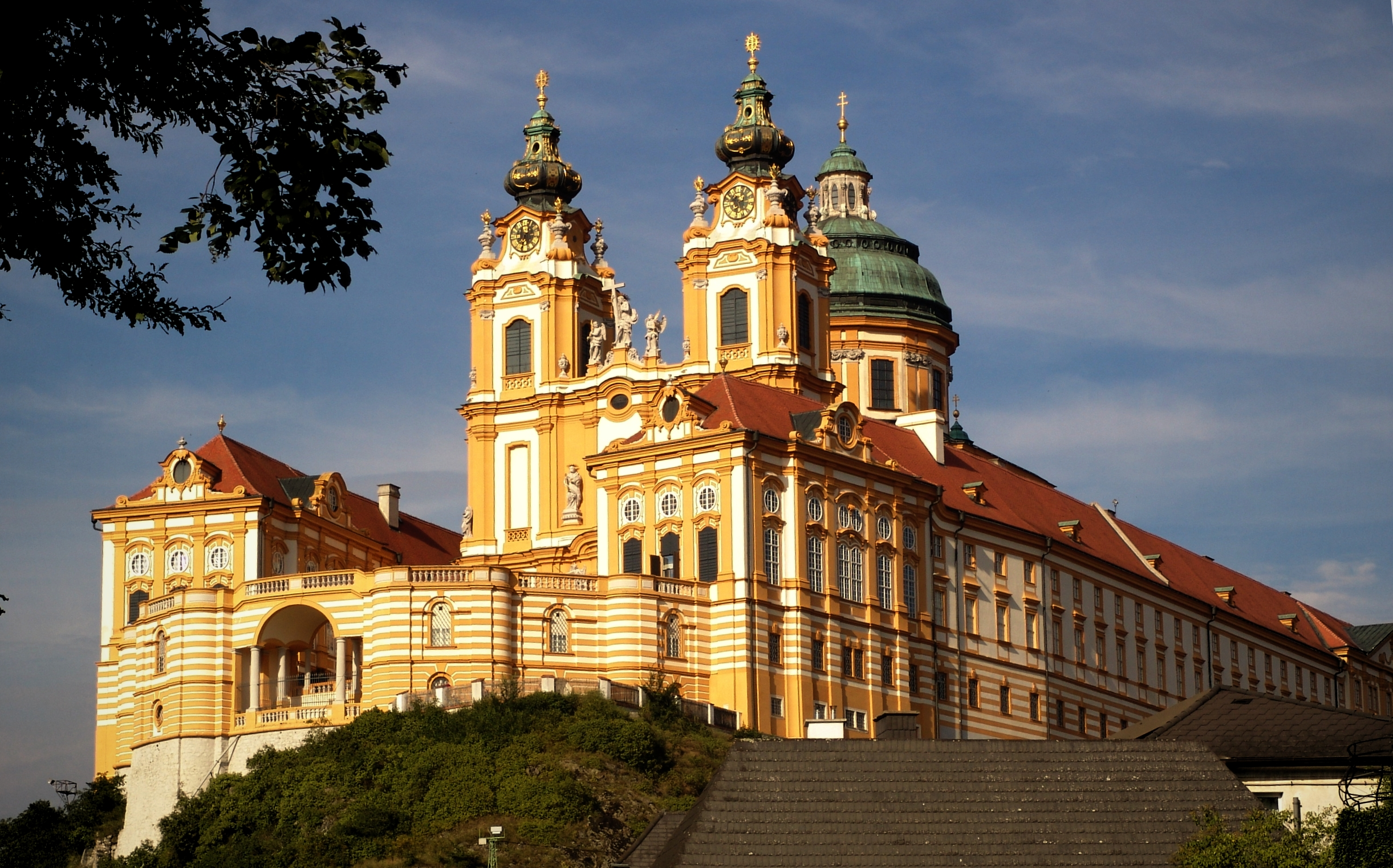
l'Abbazia di Melk

Incominciò come scalpellino e non come architetto. A differenza dei suoi contemporaneiJohann Lucas von Hildebrandt e Johann Bernhard Fischer von Erlach restò un architetto di provincia, costruendo solo al di fuori di Vienna degli edifici a carattere religioso. Autore della Chiesa delle Carmalitane di Sankt Pölten e dell'Abbazia di Dürnstein, il suo capolavoro è la chiesa dell'Abbazia di Melk, in Austria, ove ne progettò e supervisionò la costruzione. Inoltre completò la cattedrale di Passavia iniziata da Carlo Lurago.

## L'Abbazia di Melk
Situata su uno sperone roccioso a strapiombo sul Danubio, a 80 km a monte di Vienna, la prestigiosa abbazia benedettina venne fondata nel XII secolo.  Nel 1702, Prandtauer, prende la direzione della ricostruzione, che si protrarrà fino al 1734. La chiesa (1702-1714) venne decorata a fresco da Johann Michael Rottmayr, con l'aiuto dell'italiano Gaetano Fanti, per i trompe-l'oeil. L'altar maggiore è di Antonio Beduzzi (1730), che ha inoltre contribuito alla realizzazione degli interni dell'abbazia stessa.
Si accede all'abbazia da una corte cinta dalle antiche mura trasformate, gli edifici di Prandtauer hanno una forma di un grande rettangolo con un'estensione verso sud. La chiesa si trova nel secondo cortile, aperto su una terrazza panoramica sul Danubio.

## Altre opere
- Cappella del Castello di Thalheim bei Wels, 1690.
- presbiterio della chiesa di Hatzendorf, 1694-1700.
- Chiesa di Weikendorf (ristrutturazioni), 1702-04.
- Santuario di Sonntagberg e chiesa dell'abbazia di Seitenstetten, 1706-18.
- cupole del Santuario di Maria Taferl, 1707-11.
- Chiesa delle Carmelitane di Sankt Pölten, 1708-12.
- Parti dell'Abbazia di Garsten 1708-10.
- Santuario di Christkindl a Steyr, 1708-09.
- Parti all'Abbazia di Sankt Florian a Sankt Florian, 1708-26.
- Parti dell'Abbazia di Herzogenburg, 1714-16.
- Castello di Neu-Pernstein, 1715-17.
- Duomo di Sankt Pölten, 1721-22.
- Palazzo vescovile di Linz, 1721-26.
- Castello di Hohenbrunn, presso Sankt Florian, 1724-29.